# Brasil do Povo
Brasil do Povo é um programa de televisão jornalístico brasileiro que é produzido e exibido pela RedeTV!, sendo apresentado por Datena.
A atração marca a volta de um programa policial exibido nos fins de tarde e início das noites da emissora, uma vez que o último programa nesse segmento havia sido o Alerta Nacional entre 2020 e 2023, enquanto que o Hora de Ação possuía uma abordagem menos sensacionalista e policial e ficou no ar entre 2023 e 2024.

## História

### Antecedentes
Em 2002 a RedeTV! lançou o Repórter Cidadão após anunciar as contratações de Jorge Kajuru e Marcelo Rezende. No entanto, a emissora anunciou em maio a contratação de Datena, que de imediato assumiu o programa antes mesmo de sua estreia oficial. Datena permaneceria à frente do Repórter Cidadão até junho, uma vez que este decidiu retornar à Record, de onde ficaria até 2003. A partir de então, Marcelo Rezende ficaria à frente do programa até fevereiro de 2004, quando este vai para a Record no lugar de Datena, após a ida deste para a Rede Bandeirantes, sendo então substituído por Gil Gomes até a chegada de Renato Lombardi. Lombardi ficaria por pouco tempo, quando foi substituído por Vanilton Alves Pereira, que ficou até setembro, sendo sucedido por Ney Gonçalves Dias, se tornando o último apresentador do Repórter Cidadão até sua extinção em agosto de 2005.
Com o fim do Repórter Cidadão, a faixa do final da tarde foi ocupada por programas de outros segmentos, produções independentes, telecultos e até mesmo uma sessão de desenhos infantis, intitulada TV Kids, que ficaria no ar de 2007 até 2012. Uma nova tentativa foi feita em 2016 com o Olha a Hora, apresentado por Luciano Faccioli, que durou apenas três meses no ar, entre maio e agosto, deixando a programação devido aos baixos índices.
Em 2020, após quatro anos sem investir em programas desse gênero em formato diário, a RedeTV! firmou um acordo com a TV A Crítica e lança o Alerta Nacional, sendo a versão em rede do Alerta Amazonas (atual Alerta com Sikêra Jr). A atração de Sikêra Júnior rapidamente aumentou os índices da emissora, beirando em raras ocasiões os 4 pontos de pico. No entanto, por conta de declarações polêmicas de Sikêra, que consequentemente refletiram no setor comercial da emissora, resultando também na queda de audiência do programa, que passou a chegar a máxima de apenas 1 ponto, a RedeTV! decidiu rescindir o acordo com a TV A Crítica, que era válido até 2027, e encerrou o programa em maio de 2023. O programa foi substituído pelo Hora de Ação, que ficou no ar até junho de 2024, com a faixa voltando a ser vendida para atrações independentes e reprises devido a baixa audiência.

### Produção
Em 29 de abril de 2025, Datena iniciou uma negociação sigilosa com Amilcare Dallevo Jr. e Marcelo de Carvalho para apresentar um programa na RedeTV!, com as informações sendo vazadas por Jorge Kajuru em uma entrevista à Veja no dia 1 de maio. O motivo seria a insatisfação do então titular do Tá na Hora com as mudanças na programação do SBT, já que o programa registrava uma série de derrotas para a Band e a emissora cogitava reduzir o tempo dele e restringir como atração local. De início, tanto o Datena, como a RedeTV! e o SBT negaram as informações, mas, no dia seguinte ao vazamento da informação (2), Datena apresentava o Tá na Hora em tom de despedida. No dia 3, o apresentador teve o contrato rescindido com o SBT.
Em 6 de maio de 2025, Datena assina com a RedeTV! e retorna à emissora após 23 anos de sua breve passagem. De início, cogitava-se que ele apresentaria uma nova versão do Repórter Cidadão e ficaria nos finais da tarde. Mas, o canal optou por definir que o novo programa se chamaria Brasil do Povo, já que a marca Repórter Cidadão se encontrava em posse de outro grupo no INPI.